# Liste der Kulturdenkmäler in Möntenich
In der Liste der Kulturdenkmäler in Möntenich sind alle Kulturdenkmäler der rheinland-pfälzischen Ortsgemeinde Möntenich aufgeführt. Grundlage ist die Denkmalliste des Landes Rheinland-Pfalz (Stand: 21. September 2023).

## Einzeldenkmäler
| Bezeichnung                             | Lage                                     | Baujahr                  | Beschreibung                                                                                   | Bild                           |
| --------------------------------------- | ---------------------------------------- | ------------------------ | ---------------------------------------------------------------------------------------------- | ------------------------------ |
| Katholische Filialkirche St. Laurentius | Eltzer Straße 1 Lage                     | 1850                     | Saalbau, Bruchstein, 1850                                                                      | weitere Bilder Fotos hochladen |
| Relief                                  | Hauptstraße, Ecke Pyrmonter Straße Lage  | 1687                     | Dreifaltigkeitsrelief, bezeichnet 1687                                                         | BW                             |
| Brunnen                                 | Hauptstraße, Ecke Pyrmonter Straße Lage  |                          | Brunnen                                                                                        | BW                             |
| Wegekapelle                             | Pyrmonter Straße, bei Nr. 6 Lage         | 19. Jahrhundert          | Wegekapelle, 19. Jahrhundert                                                                   | BW                             |
| Hofanlage                               | Weidgarten 1 Lage                        | 17. oder 18. Jahrhundert | Hofanlage; großer abgewalmter Mansarddachbau, 17. oder 18. Jahrhundert, Ökonomietrakte, Hoftor | BW                             |
| Wegekreuz                               | Weidgarten, an Nr. 1 Lage                | 1712                     | Wegekreuzfragment, bezeichnet 1712                                                             | BW                             |
| Kapelle                                 | nordwestlich des Ortes am Weilerhof Lage | 19. Jahrhundert          | Kapelle, 19. Jahrhundert; neugotische Gipsfiguren                                              | BW                             |